# Громада (Омская область)
Громада — исчезнувшая деревня в Калачинском районе Омской области России. Входила в состав Осокинского сельского поселения. Исключена из учётных данных в 1982 г.

## География
Располагалась в 11 км к югу от деревни Осокино.

## История
Основана в 1915 году. В 1928 году хутор Громада состоял из 4 хозяйств. В составе Кочковатовского сельсовета Калачинский район Омского округа Сибирского края.

## Население
В 1926 году на хуторе проживало 37 человек (16 мужчины и 21 женщина), основное население — украинцы.